# Erhard Blum
Erhard Blum (* 23. Februar 1950 in Zweibrücken) ist ein evangelischer Theologe und Alttestamentler.

## Leben
Nach dem Studium der evangelischen Theologie in Heidelberg und Jerusalem promovierte er 1982 und seine Habilitation erfolgte 1988 in Heidelberg. 1989 bis 2000 war er Inhaber des Lehrstuhls für Evangelische Theologie mit Schwerpunkt Biblische Theologie an der Universität Augsburg. Von 2000 bis 2018 hatte Blum den Lehrstuhl für Altes Testament mit dem Schwerpunkt Literaturgeschichte des Alten Testaments an der Evangelisch-Theologischen Fakultät der Universität Tübingen inne.

## Veröffentlichungen (Auswahl)
- Die Komposition der Vätergeschichte (= Wissenschaftliche Monographien zum Alten und Neuen Testament, Bd. 57). Neukirchener Verlag, Neukirchen-Vluyn 1984 (= Dissertation Universität Heidelberg).
- Studien zur Komposition des Pentateuch (= Beihefte zur Zeitschrift für die alttestamentliche Wissenschaft, Bd. 189). de Gruyter, Berlin 1990, ISBN 3-11-012027-5 (= Habilitationsschrift Universität Heidelberg).
- Textgestalt und Komposition. Exegetische Beiträge zu Tora und Vordere Propheten (= Forschungen zum Alten Testament, Bd. 69). Mohr Siebeck, Tübingen 2010, ISBN 978-3-16-150306-1.
- Grundfragen der historischen Exegese. Methodologische, philologische und hermeneutische Beiträge zum Alten Testament (= Forschungen zum Alten Testament, Bd. 95). Mohr Siebeck, Tübingen 2015, ISBN 978-3-16-155675-3.

Festschrift
- Joachim J. Krause (Hrsg.): Eigensinn und Entstehung der Historischen Bibel. Erhard Blum zum siebzigsten Geburtstag (= Forschungen zum Alten Testament, Bd. 136). Mohr Siebeck, Tübingen 2020, ISBN 978-3-16-156384-3.